# Triancyra orientalis
Triancyra orientalis är en stekelart som beskrevs av Kamath och Gupta 1972. Triancyra orientalis ingår i släktet Triancyra och familjen brokparasitsteklar. Inga underarter finns listade i Catalogue of Life.